# Discus scutula
Discus scutula é uma espécie de gastrópode da família Discidae.
É endémica de Espanha.